# Joan Orpinell i Queraltó
Joan Orpinell i Queraltó (Reus, 23 de març de 1932) és un antic jugador d'hoquei sobre patins català de les dècades de 1950 i 1960.

## Trajectòria
Jugà al juvenil del Reus Deportiu amb 13 anys. Ja amb 14 fou campió de segona categoria amb el primer equip reusenc. A més, guanyà un campionat d'Espanya l'any 1952. El 1954 fou fitxat pel FC Barcelona, juntament amb el seu company Pere Magriñà. Amb el conjunt blaugrana guanyà una Copa d'Espanya i dos campionats de Catalunya. El 1961 signà pel CP Vilanova, on exercí de jugador-entrenador. La seva carrera com a jugador finalitzà amb una sanció d'un any, després d'una agressió a un àrbitre.
Jugà amb la selecció espanyola entre 1950 i 1960 i guanyà tres campionats del Món i un d'Europa com a títols més importants. Disputà un total de 138 partits.

## Palmarès
Reus Deportiu
- Campionat d'Espanya:
  - 1952

RCD Espanyol
- Copa de les Nacions:
  - 1953

FC Barcelona
- Campionat de Catalunya:
  - 1957, 1960
- Campionat d'Espanya:
  - 1958

CP Vilanova
- Campionat de Catalunya:
  - 1964
- Campionat d'Espanya:
  - 1964

Espanya
- Campionat del Món:
  - 1951, 1954, 1955
- Campionat d'Europa:
  - 1957
- Copa de les Nacions:
  - 1952, 1957, 1959, 1960
- Copa Llatina:
  - 1958